# Леваков, Владимир Иванович

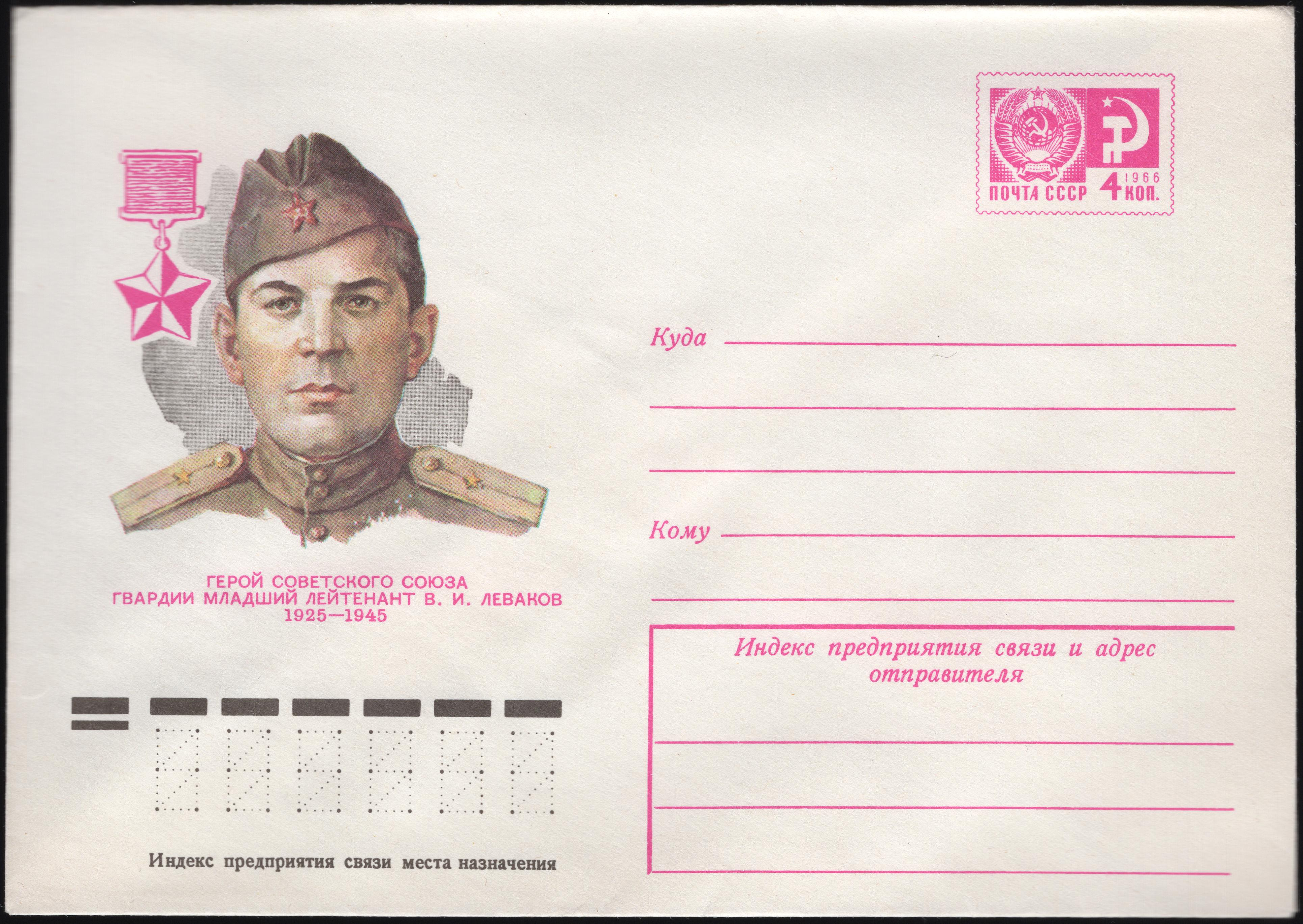
В. Леваков на художественном маркированном конверте СССР, 1976 год.

Влади́мир Ива́нович Левако́в (31 мая 1925, станция Хреновая, Воронежская губерния — 29 января 1945, Коло, Варшавский округ) — советский военнослужащий, участник Великой Отечественной войны, Герой Советского Союза, командир стрелкового взвода 1006-го стрелкового полка (266-я стрелковая дивизия, 5-я ударная армия, 1-й Белорусский фронт), младший лейтенант. Закрыл своим телом амбразуру пулемёта.

## Биография
Родился в 1925 году в семье рабочего, окончил восемь классов школы, после чего работал помощником машиниста (по другим сведениям на мебельной фабрике). Был призван в РККА 14 марта 1943 года, до 1944 года учился в военном училище, с 12 февраля 1944 года принимал участие в боях на южной Украине и Молдавии.
В ходе Висло-Одерской стратегической наступательной операции 266-я стрелковая дивизия наступала с Магнушевского плацдарма южнее Варшавы. 20 января 1945 года дивизия вела бои в городе Коло. Город был сильно укреплён, предместья окружали два ряда железобетонных дотов, минных полей и проволочных заграждений. В самом городе противник оказывал жестокое сопротивление, ведя огонь из каменных строений. Продвижению советских войск в юго-западной части города мешал огонь из ДОТа, расположенного на перекрёстке и его закрыл своим телом командир взвода младший лейтенант Леваков.
Был похоронен на католическом кладбище неподалёку от места боя, впоследствии перезахоронен на кладбище советских воинов в Варшаве (могила № 3).
Указом Президиума Верховного Совета СССР от 24 марта 1945 года за образцовое выполнение боевых заданий командования на фронте борьбы с немецко-фашистским захватчиками и проявленные при этом мужество и героизм младшему лейтенанту Владимиру Ивановичу Левакову было посмертно присвоено звание Героя Советского Союза.

## Память
Именем героя названа улица на станции Хреновая, а также средняя школа № 2 в селе Хреновое, на здании которой установлена мемориальная доска. Улица в польском городе Коло, также после Второй мировой войны носившая имя Левакова, была позднее переименована.